# Santa Coloma de Cervelló
Santa Coloma de Cervelló ist eine spanische Stadt in der Provinz Barcelona, Autonome Gemeinde Katalonien. Sie liegt in der Comarca Baix Llobregat und gehört zur Metropolregion Barcelona.

## Sehenswürdigkeiten
Bekannt ist der Ort wegen der Colònia Güell, die vom Industriellen Eusebio Güell im ausgehenden 19. Jahrhundert errichtet wurde. Sehenswert ist besonders die dort von Antoni Gaudí gebaute Krypta.